# Liste der Bodendenkmale in Thermalbad Wiesenbad
In der Liste der Bodendenkmale in Thermalbad Wiesenbad sind die Bodendenkmale der Gemeinde Thermalbad Wiesenbad und ihrer Ortsteile nach dem Stand der Auflistung von Volkmar Geupel aus dem Jahr 1983 aufgelistet. Eventuelle Änderungen und Ergänzungen, insbesondere aus der Zeit nach der Wende, sind nicht berücksichtigt, da für Sachsen aktuell keine neueren allgemein zugänglichen Bodendenkmallisten vorliegen. Die Baudenkmale sind in der Liste der Kulturdenkmale in Thermalbad Wiesenbad aufgeführt.
| Denkmal-ID | Fundart          | Ortsteil | Bezeichnung             | Zeitstellung    | Lage                                                | Bemerkungen                                     | Bild |
| ---------- | ---------------- | -------- | ----------------------- | --------------- | --------------------------------------------------- | ----------------------------------------------- | ---- |
| 08967582   | besonderer Stein | Wiesa    | Steinkreuz „Sühnekreuz“ | Spätmittelalter | Ortsmitte, südwestlich der Brücke über die Zschopau | Schwerteinzeichnung, Schutz seit 17. April 1963 |      |